# Sarcoglottis pauciflora
Sarcoglottis pauciflora là một loài thực vật có hoa trong họ Lan. Loài này được (Kuntze) Schltr. miêu tả khoa học đầu tiên năm 1920.